# District de Meerut
Le district de Meerut (en hindi : मेरठ ज़िला, en ourdou : میرٹھ ضلع) est une division administrative de la division de Meerut dans l'État de l'Uttar Pradesh, en Inde.

## Géographie
Le centre administratif du district est Meerut. 
La superficie du district est de 2 559 km2 et la population était en 2011 de 3 443 689 habitants.